# فوجین

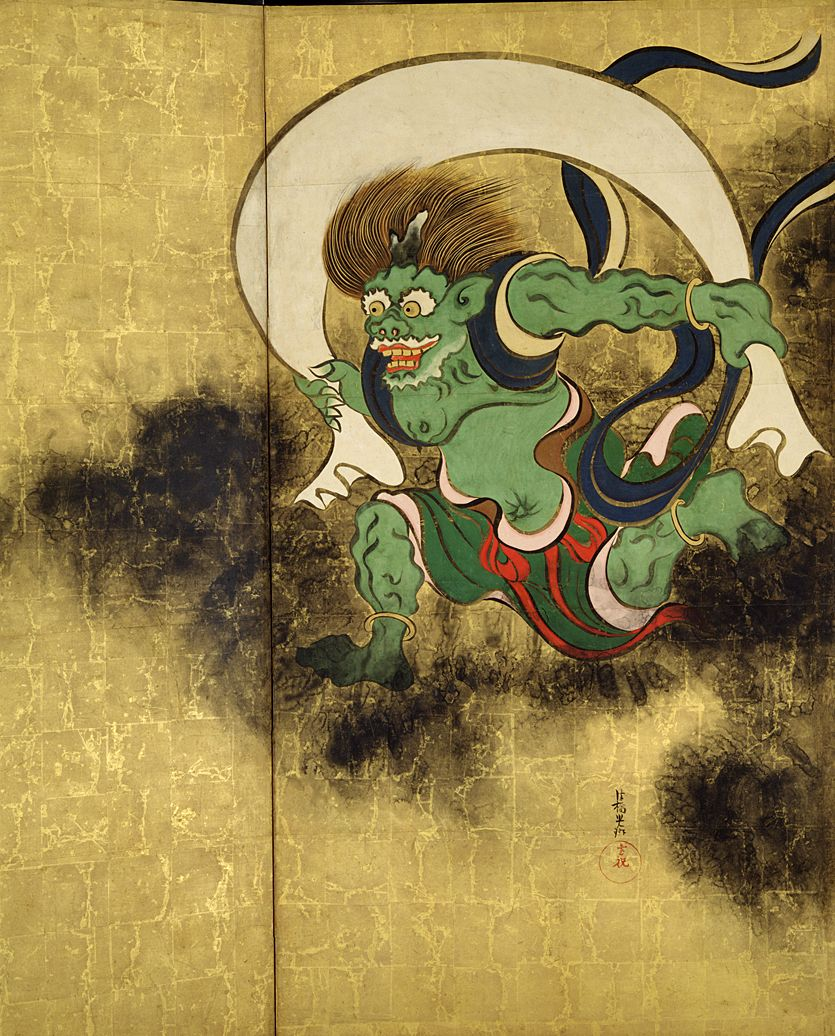
فوجینخدای باد، سدهٔ ۱۷ میلادی

فوجین∗ (風神) یا کازه-نو-کامی∗(風の神) یا فوئوهاکو∗(風伯) خدای باد در فرهنگ ژاپنی و یکی از کهن‌ترین خدایان آئین شینتو می‌باشد. او در هنگام آفرینش جهان حاضر بود و هنگامی که باد را از کیسه‌اش دمید، بادها مه بامدادی را زدودند و خورشید بر دروازهٔ میان بهشت و زمین تابید.

## تصویر

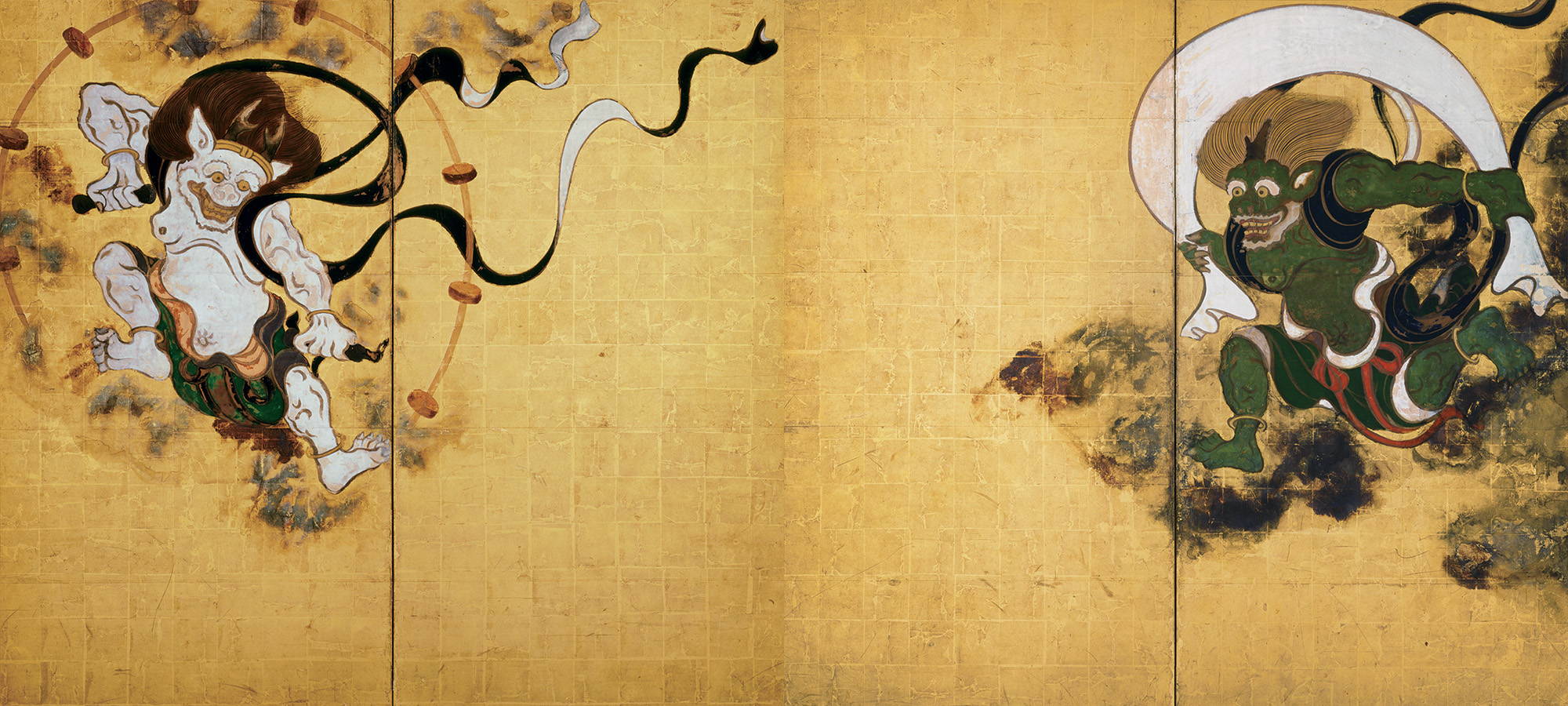
فوجین (راست) و رایجین (چپ)

فوجین معمولاً در هیأتی انی-مانند تصویر می‌شود که شکلی ترسناک دارد و پوشاکش از پوست پلنگ است و کیسه‌ای بزرگ آکنده از باد بر کولش حمل می‌کند. معمولاً ذکر نام فوجین همراه رایجین∗ می‌باشد.

## اساس

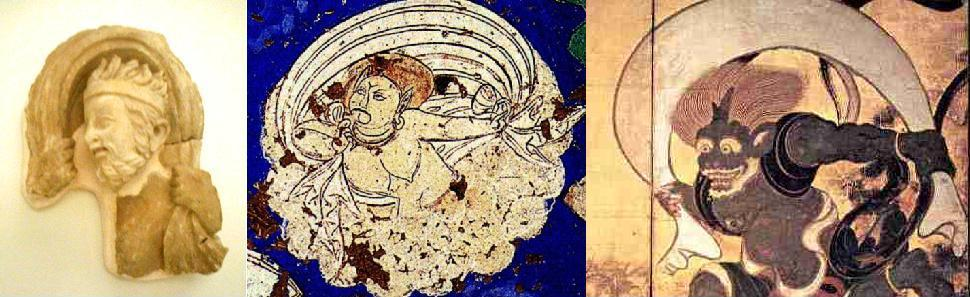
تحول از برئس (چپ) تا فوجین (راست)

بر اساس دانش پیکرنگاری، این خدا ظاهراً نتیجۀ مبادلهٔ فرهنگی در راه ابریشم است. با آغاز عصر تمدن هلنیک∗ (یونانی) که یونانی‌ها قسمت‌هایی از آسیای مرکزی و هندوستان را اشغال کرده بودند، بُرِئَس خدای یونانی باد شمال به خدایی به نام واردو در هنر یونانی-بودایی مبدّل شد، سپس یکی از خدایان باد در چین گردید و پس از آن به ژاپن منتقل شد و به فوجین خدای باد محوّل شد. در این دگرگونی، خدای باد مظهر آشفته‌اش و کیسهٔ بادش محفوظ ماند.
در افسانه‌های کهن بودایی آمده است که فوجین و رایجین در اصل دیو و دشمن خدایان بودند. بودا به لشکرش فرمان دستگیری این دو را داد و پس از نبردی سخت میان این دو دیو و ۳۳ خدا، فوجین و رایجین دستگیر شده و سپس به کامی (خدا) محوّل شدند.

## فرهنگ امروزه
اخیراً فوجین و رایجین به لیست ۲۸ نگهبان «نیجوئوهاچی-بوشوئو»∗ اضافه شدند. نیجوئوهاچی-بوشوئو عبارت‌اند از 28 خدایی که کسانی را نگهداری و نگهبانی می‌کنند که به کانن∗ ایمان دارند.